# Kontrarevolucija
Kontrarevolucija je izraz koji u najširem smislu znači aktivno suprotstavljanje revoluciji, odnosno nastojanje da se u potpunosti ili djelomično ponište njeni efekti. Najčešće se koristi u političkom smislu; njeni pobornici, koji se nazivaju kontrarevolucionarima nastoje obnoviti stari društveno-ekonomski ili politički poredak, odnosno kulturne i druge vrijednosti koje su postojale u pred-revolucionarnom periodu.
Pojam kontrarevolucija je blisko povezan s izrazom reakcija, iako oni nisu sinonimi, jer se pod pojmom kontrarevolucija obično podrazumijeva svjesno djelovanje protiv nedavne i „opipljive“ revolucije, dok reakcija može označavati djelovanje protiv pojava koje su se manifestovale kroz duže vrijeme i koje ne mora uvijek biti čvrsto fokusirano na određeni cilj.
Kontrarevolucija je izraz koji, zavisno o ideologiji, političkim i drugim prilikama, može imati pozitivne i negativne konotacije koje često zavise i o tome ima li revolucija pozitivne i negativne konotacije. Pristalice radikalnih i progresivnih ideologija koje insistiraju na mijenjanju društvenog poretka će tako kontrarevoluciju smatrati negativnom pojavom. Možda najbolji primjer za to su komunističke države, uključujući bivšu SFRJ, koje su koristile izraz „kontrarevolucija“ za krivično djelo koje u ne-komunističkim državama odgovaraju veleizdaji. Nasuprot tome, pristaše tradicionalnih i konzervativnih ideologija kontrarevoluciju smatraju pozitivnom pojavom, pa su se tako u Nikaragvi protivnici sandinističkog režima nazivali kontrašima (шп. contras) što je bila skraćenica za „kontrarevolucionare“.

## Literatura
- Blum, Christopher Olaf, editor and translator, 2004. Critics of the Enlightenment: Readings in the French Counter-Revolutionary Tradition. Wilmington DE: ISI Books.
- Edmund Burke, 2006 (1790). Reflections on the Revolution in France. Pearson Longmans.
- Ghervas, Stella, Réinventer la tradition. Alexandre Stourdza et l'Europe de la Sainte-Alliance. Paris, Honoré Champion. 2008.  978-2-7453-1669-1.
- Thomas Molnar, 1969. The Counter-Revolution. Архивирано на веб-сајту  (3. фебруар 2008) Funk & Wagnalls Co.  978-0-308-70424-4.
- Schapiro, J Salwyn, 1949. Liberalism and the Challenge of Fascism: Social Forces in England and France, 1815-1870. McGraw-Hill: p. 364.
- Norbert Wójtowicz, Counterrevolution by Adrian Nikiel (Helsinki 8-12 IV 1998) Архивирано на веб-сајту  (11. август 2011)

## Spoljašnje veze
- [http://jkalb.freeshell.org/other/arc_resources.html